# 韓国デジタルメディア高等学校
韓国デジタルメディア高等学校（朝: 한국디지털미디어고등학교、英: Korea Digital Media Academy）は、2002年3月に開校した大韓民国の高等学校。大韓民国教育部よりIT特性高等学校と指定されている。他の高校と異なり、ITに関した課程のみを設置していることが特徴である。4年制大学進学率は91.4%で、進学者の8割以上がソウル内の大学に進む。

## 教育目的
知識・情報化時代の核心分野であるIT分野の特性教育を通して社会の発展に貢献し、急変するグローバル時代の世界変化に能動的に対処できる知識を持つIT専門人を育成する。

## 学科
- e-ビジネス科 - 1クラス
- デジタルコンテンツ科 - 1クラス
- ウェブプログラミング科 - 2クラス
- ハッキングディフェンス科 - 2クラス

韓国標準の教育課程上、e-ビジネス科とデジタルコンテンツ科は文系の「商業系」、ウェブプログラミング科とハッキングディフェンス科は理系の「工業系」と分類される。学校内では一般的にそれぞれ「文科」「理科」または「人文系」「自然系」と区別する。

## 科目
科目はほとんど毎年変わり、特にIT関連科目は毎年変化がある。一般的な学校より標準教育課程の影響が少ない。学年が上がるとIT関連科目が多くなるのが特徴である。

### 1年生
2011年から韓国の標準教育課程となっている「国民共通基本教科」の学習は行われない。 基本科目（国語、英語、数学）以外に、「コンピュータ一般」、「情報技術基礎」、「商業経済」、「基礎IT科目」などを追加で学習する。

### 2年生
2年生からは学級ごとに学習する科目が異なる。文学、英語I、 数学I、微分と積分、物理I、化学I、英語会話、社会文化以外の一般科目は学習しない。その代わり、全学科で韓国大学修学能力試験の職業探求領域に分類されている「コンピュータ一般」「プログラミング」などの科目を学習する。

### 3年生
作文、英語II、確率や通計、数学II、物理II、化学II、英語会話、世界史以外の一般科目は学習しない。学科ごとに科目の差が大きく、カリキュラムが大きく違う。
すべての学科が共通に学習する科目として「プログラミング」「ベンチャー創業実務」がある。その以外で学科別に約2科目を学習する。

## 試験や公的試験

### 試験
1年あたり2学期制であり、学期あたり2回の定期試験を受ける。

### 主な公試
毎年、韓国の中学生を対象とした「ITオリンピアード」を行う。CG、プログラミング競争、プログラミング作品公募の3分野がある。受賞した人は入試の際の追加点を得ることができる。
それ以外にも校内ソフトウェア公募、校内UCC公募、コンピュータフェスタなどの行事が開催されている。